# Lo Rengueret (Torallola)
Lo Rengueret és un indret del terme municipal de Conca de Dalt, a l'antic terme de Toralla i Serradell, al Pallars Jussà, en territori que havia estat del poble de Torallola.
Està situat al sud de Torallola i al nord-est de Sensui. És al costat nord de Peraire, al nord-oest de la Montada i al sud de l'Era.